# Saint-Denis-le-Thiboult
Saint-Denis-le-Thiboult är en kommun i departementet Seine-Maritime i regionen Normandie i norra Frankrike. Kommunen ligger i kantonen Darnétal som tillhör arrondissementet Rouen. År 2022 hade Saint-Denis-le-Thiboult 501 invånare.

## Befolkningsutveckling
Antalet invånare i kommunen Saint-Denis-le-Thiboult
| Referens: INSEE |